# Jindřich Bláha
Jindřich Bláha (* 28. září 1959 Tábor) je český politik, v letech 2004 až 2008 a opět od roku 2024 zastupitel Jihočeského kraje (navíc od roku 2024 radní kraje), od roku 1994 starosta města Soběslavi na Táborsku, člen ODS.

## Život
Od dětství žije v Soběslavi, maturitní zkoušku složil na Střední průmyslové škole v Českých Budějovicích. Následně vystudoval České vysoké učení technické v Praze se zaměřením na elektronické počítače (promoval v roce 1983 a získala titul Ing.). Po roční vojenské službě nastoupil do podniku Elitex Soběslav (později Lada Soběslav), který vyráběl šicí stroje. V podniku pracoval jako technik, konstruktér a v posledním roce svého působení i jako ředitel marketingu.
Jindřich Bláha žije v Soběslavi na Táborsku. Je ženatý, manželka Romana je učitelkou na 2. stupni základní školy v Soběslavi. Mají spolu dvě děti – syna Jiřího a dceru Hanu. Ve volném čase sportuje (tenis a fotbal), rád čte a navštěvuje kulturní akce (koncerty a divadla).

## Politické působení
Do komunální politiky vstoupil, když byl ve volbách v roce 1990 zvolen do Zastupitelstva města Soběslavi na Táborsku. V roce 1993 se stal místostarostou. Ve volbách v roce 1994 mandát zastupitele obhájil jako člen ODS. Následně byl zvolen starostou města. Funkce zastupitele i starosta pak obhájil v letech 1998, 2002, 2006, 2010 a 2014.
V krajských volbách v roce 2004 byl za ODS zvolen zastupitelem Jihočeského kraje. Ve volbách v roce 2008 se mu mandát nepodařilo obhájit (skončil jako druhý náhradník). Neuspěl ani ve volbách v roce 2012.
Ve volbách do Poslanecké sněmovny PČR v letech 2006, 2010 a 2013 kandidoval za ODS v Jihočeském kraji, ale ani jednou neuspěl.
Ve volbách do Senátu PČR v roce 2016 kandidoval za ODS v obvodu č. 13 – Tábor. Se ziskem 14,34 % hlasů skončil na 4. místě a do druhého kola nepostoupil.
V krajských volbách v roce 2024 byl zvolen jako člen ODS zastupitelem Jihočeského kraje. V říjnu 2024 se pak stal radním kraje.